# Landschaftsschutzgebiet Talwiesen um Röhrenspring

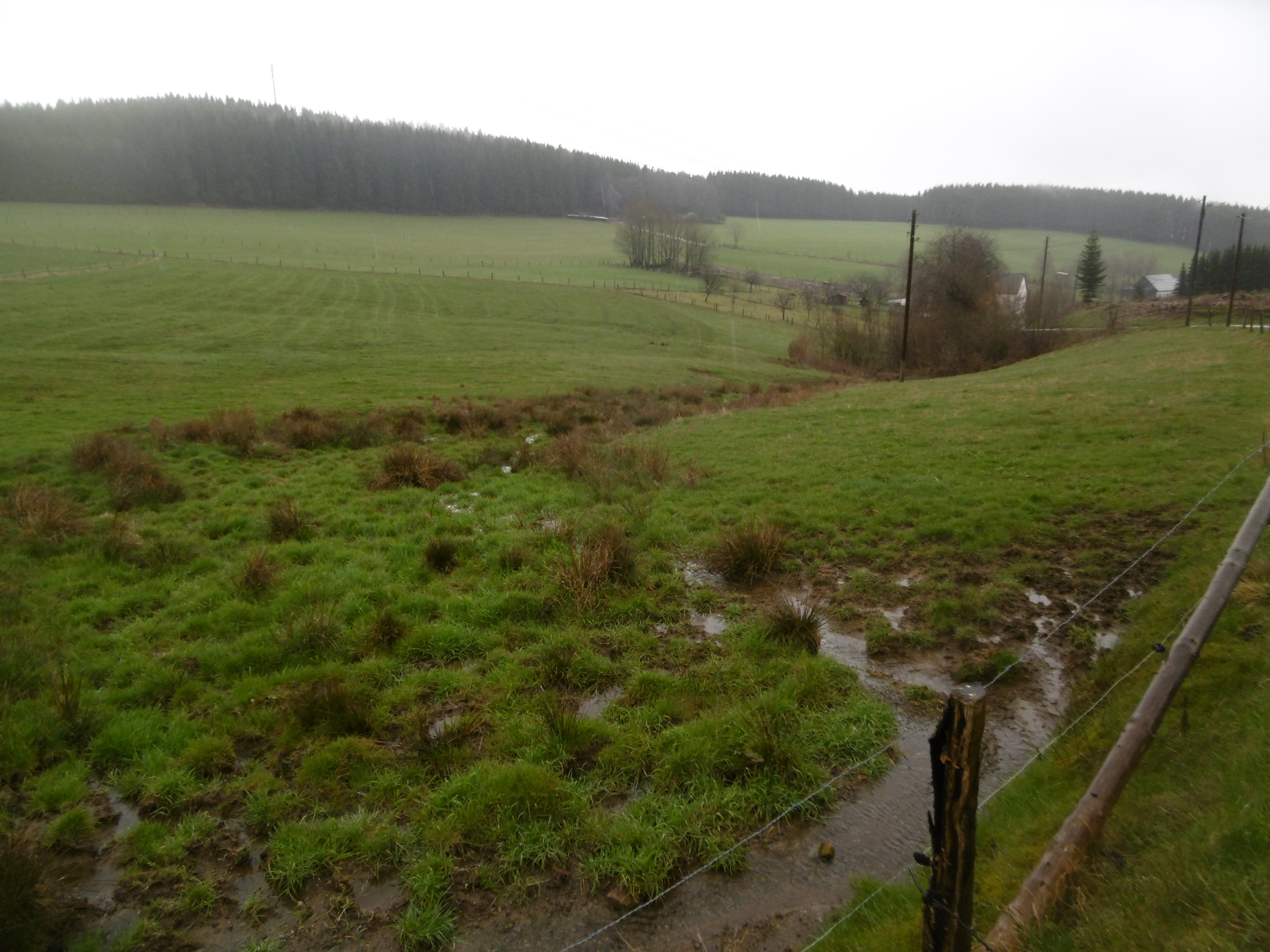
Vorne Röhr im Landschaftsschutzgebiet Talwiesen um Röhrenspring; hinten Landschaftsschutzgebiet Röhrenspring

Das Landschaftsschutzgebiet Talwiesen um Röhrenspring mit 8,4 ha Flächengröße liegt um den Weiler Röhrenspring bzw. östlich davon im Stadtgebiet von Sundern im Hochsauerlandkreis. Es wurde 1993 mit dem Landschaftsplan Sundern durch den Kreistag des Hochsauerlandkreises erstmals mit dem Namen Landschaftsschutzgebiet Talwiese nordöstlich von Röhrenspring als Landschaftsschutzgebiet (LSG) mit einer Flächengröße von 1,25 ha ausgewiesen. Bei der Neuaufstellung des Landschaftsplanes Sundern wurde es mit einem neuen Namen als Landschaftsschutzgebiet vom Typ C, Wiesentäler und bedeutsames Extensivgrünland, erneut ausgewiesen und deutlich vergrößert. Das LSG grenzt direkt an den Siedlungsraum. Sonst grenzt das Landschaftsschutzgebiet Röhrenspring an. Es besteht aus drei Teilflächen und gehört zum Naturpark Sauerland-Rothaargebirge.

## Beschreibung
Das LSG umfasst Grünlandflächen mit Röhr.

## Schutzzweck
Die Ausweisung erfolgte zur Sicherung und Erhaltung der natürlichen Erholungseignung und der Leistungsfähigkeit des Naturhaushaltes gegenüber den vielfältigen zivilisatorischen Ansprüchen an Natur und Landschaft. Das LSG dient der Ergänzung bzw. Pufferzonenfunktion der strenger geschützten Teile dieses Plangebietes durch den Schutz ihrer Umgebung vor Einwirkungen, die den herausragenden Wert dieser Naturschutzgebiete und Schutzobjekte mindern könnten und Sicherung der Kohärenz und Umsetzung des europäischen Schutzgebietssystems Natura 2000.

## Rechtliche Vorschriften
Wie in den anderen Landschaftsschutzgebieten vom Typ C im Stadtgebiet besteht im LSG ein Verbot, Bauwerke zu errichten. Vom Verbot ausgenommen sind Bauvorhaben für Gartenbaubetriebe, Land- und Forstwirtschaft. Die Untere Naturschutzbehörde kann Ausnahme-Genehmigungen für Bauten aller Art erteilen. Wie in den anderen Landschaftsschutzgebieten vom Typ B in Sundern besteht im LSG ein Verbot der Erstaufforstung und Weihnachtsbaum-, Schmuckreisig- und Baumschul-Kulturen anzulegen. Grünland und Grünlandbrachen dürfen nicht in Acker oder andere Nutzungen umgewandelt werden.
Brachgefallene Bereiche der östlichen Teilfläche sollen beispielsweise im Rahmen des Kulturlandschaftspflegeprogrammes des HSK offen gehalten werden und Nadelholzflächen in extensives Grünland umgewandelt werden.